# La Seconde Fois
Pour plus de détails, voir Fiche technique et Distribution.
La Seconde Fois (La seconda volta) est un film franco-italien de Mimmo Calopresti, tourné en 1995 et distribué en 1996. Il a été en compétition au Festival de Cannes 1996. C'est une œuvre dramatique évoquant le souvenir du terrorisme en Italie à travers la rencontre de deux anciens adversaires. 

## Synopsis
Alberto Sajevo, universitaire spécialiste de l’organisation du travail, a été victime douze ans plus tôt d’un attentat des Brigades rouges. La balle est encore logée dans son cerveau : il doit bientôt subir une opération chirurgicale pour l’extraire, mais avec un risque élevé. Un jour, il rencontre par hasard Lisa Venturi, l’ex-terroriste qui a tenté de le tuer. La jeune femme, condamnée à 30 ans de prison, est en permission et doit pointer au commissariat. L’universitaire cherche à faire connaissance avec Lisa qui ne se souvient absolument pas de lui et se méprend sur ses intentions. L’homme est obsédé par le souvenir des années de plomb alors que la femme tente de tirer un trait sur cette période de sa vie.

## Fiche technique
- Titre français : La Seconde Fois
- Titre original : La seconda volta
- Réalisation : Mimmo Calopresti
- Scénario : Francesco Bruni,  Mimmo Calopresti,  Heidrun Schleef, d’après le livre Colpo alla nuca de Sergio Lenci
- Production : Nanni Moretti et Angelo Barbagallo pour Banfilm, La Sept Cinéma Sacher Film
- Musique : Franco Piersanti
- Photographie : Alessandro Pesci
- Costumes : Lina Nerli Taviani
- Genre : film dramatique
- Durée : 80 minutes
- Format : couleurs

## Acteurs
- Valeria Bruni Tedeschi : Lisa Venturi
- Nanni Moretti : Alberto Sajevo
- Valeria Milillo : Francesca
- Roberto De Francesco : Enrico
- Marina Confalone : Adele
- Antonio Petrocelli : Ronchi
- Orsetta De Rossi : Raffaella
- Simona Caramelli : Sonia
- Nello Mascia : médecin
- Rossana Mortara : étudiante

## Distinctions
1996 - David di Donatello
- Meilleur premier rôle féminin à Valeria Bruni Tedeschi
- Meilleur second rôle féminin à Marina Confalone
- Meilleurs producteurs à Angelo Barbagallo et Nanni Moretti

1996 - Nastro d'argento
- Meilleurs producteurs à Angelo Barbagallo et Nanni Moretti
- Meilleur premier rôle féminin à Valeria Bruni Tedeschi
- Meilleur premier rôle masculin à Nanni Moretti

1996 - Globo d'oro
- Meilleur premier film à Mimmo Calopresti

1996 - Ciak d'oro
- Meilleur premier film à Mimmo Calopresti

1996 - Premio Flaiano
- Meilleure interprète à Valeria Bruni Tedeschi